# القصر الملكي بمكناس
القصر الملكي بمكناس هو قصر بُني في مدينة مكناس في المغرب في أثناء فترة حكم السلطان مولاي إسماعيل للمغرب، وقد كان يُعتبر بمثابة سكن للعديد من السلاطين الذين استقروا في المدينة، كما استخدمه ملوك المغرب المتعاقبين في الحقب التاريخية المعاصرة حتى بعدما لم تعد المدينة عاصمة للمغرب بعد استقلالها عن فرنسا، ولا يزال القصر قيد الاستخدام حتى الآن، على الرغم من أن ملوك المغرب كانوا نادرًا ما يأتون إلى المدينة. كان القصر الملكي بمكناس يُعرف أيضًا باسم قصر دار المخزن أو دار المحشنة.

## الموقع
يحتل القصر الملكي بمكناس موقعًا مميزًا في قلب قلعة القصبة الإسماعيلية، وقد بُني على مساحة بلغت حوالي هكتار واحد تقريبًا، وهو عبارة عن بناء مستطيل الشكل يحيط به سورالمعروف بإسم السور الإسماعيلي ، كما يوجد به ممر للحرس من الجهة الجنوبية، وتقع ساحة المشور أمام الواجهة الشرقية للقصر. تُعرف بوابة القصر الرئيسية باسم باب المخزن، وهي مبنية من الحجر والطوب اللبن، ومزخرفة بالفسيفساء متعددة الألوان.
يُستخدم القصر في الوقت الحالي كمقر إقامة للملك المغربي محمد السادس في مدينة مكناس.

## التاريخ
شُيد القصر الملكي بمكناس في بداية القرن الثامن عشر بأوامر من السلطان مولاي إسماعيل الذي أراد إنشاء مجموعة من القصور في مدينة مكناس، والتي كانت عاصمة المملكة المغربية آنذاك قبل توليه الحكم. اتفق كثير من المؤرخين المعاصرين أن السلطان مولاي إسماعيل كان هو المعماري الذي أشرف على بناء تلك القصور والأبنية التي أمر ببنائها. سُمي القصر باسم دار المحشنة نظرًا لاحتوائه على فسقية مائية أفعوانية الشكل تتوسط باحته الداخلية.